# جون توماس كين
جون توماس كين هو محامي وقاضي وسياسي أمريكي، ولد في 8 يناير 1829 في جزيرة مان في المملكة المتحدة، وتوفي في 20 سبتمبر 1911 في مدينة سولت ليك في الولايات المتحدة. نشط حزبياً في الحزب الديمقراطي. وقد انتخب عضو مجلس ولاية يوتا ‏.